# Javier de Hoyos
Javier de Hoyos Martínez (Santander, 23 de outubro de 1990) é um jornalista, actor e modelo espanhol. É licenciado em Comunicação Audiovisual pela Universidade do País Basco e mestrado em Jornalismo de Televisão pela Universidade Antonio de Nebrija.

## Biografia
Licenciado em Comunicação Audiovisual pela Universidade do País Basco em 2012. Começa sua trajectória profissional em Canal Bizkaia em 2011 como câmara e repórter cobrindo diferentes acontecimentos políticos, sociais, encuestas a pé de rua e entrevistas com motivo das eleições locais desse ano.
Durante 2012, dantes de terminar a carreira, trabalha como redactor e documentalista na Agência Atlas do País Basco, que surte de informação regional ao grupo Mediaset Espanha realizando entre outras coisas directos nos noticiários de Telecinco e Cuatro bem como labores de arquivo.
Em 2013, realizou a oficina de presentadores de Telecinco em colaboração com a Universidade Camilo José Cela.
Em 2014, dá o salto aos noticiários nacionais como redactor de Antena 3 Noticias dentro do mestrado em Jornalismo de Televisão no que colabora Antena 3 com a Universidade Antonio de Nebrija. Ao mesmo tempo, ficha pelo portal de televisão, Fórmula TV, realizando entrevistas a actores nacionais e internacionais, presentadores, rostos do pequeno ecrã, cobrindo estréias de séries, festivais como o de Eurovisión em 3 ocasiões e encarregando da elaboração de audiências.   
Em junho de 2015 é nomeado director de conteúdos multimédia de Noxvo grupo ao que pertence Fórmula TV e outros sites associados como Bekia ou Los replicantes.
Em outubro de 2016, abandona parcialmente Fórmula TV e ficha por 13tv para copresentar junto a Antonio Jiménez, a tertulia política El cascabel encarregando da secção de redes sociais, acercando toda a actualidade política em Twitter, última hora, memes do dia e levando o barómetro. O 23 de novembro deste mesmo ano apresenta o Tapete Vermelho dos Prêmios Íris (Espanha) junto a Irma Soriano. Em janeiro de 2017 converte-se no presentador do programa Especial Natal de Twitter Cozinha.
Em junho de 2017, deixa El cascabel para fichar por Telecinco convertendo-se num dos repórteres  do novo magazine de crónica rosa, Socialité apresentado por María Patiño nas manhãs do fim de semana s. Em Mediaset é onde tem sua primeira oportunidade  como actor numa série nacional interpretando ao professor Mario na ficção Eu quisesse de Divinity. Com motivo de sua participação na série posa junto a seus colegas na revista Shangay.
Em 2017 fez pública sua homosexualidad através de seu canal de youtube.
Tem seu próprio canal em Youtube (JaviHoyos) desde julho de 2015 no que comenta, programas, séries, filmes, obras de teatro, temas de actualidade ou pessoais.

## Trajectória em televisão

### Programas de televisão
| Ano             | Programa           | Canal | Notas          |
| --------------- | ------------------ | ----- | -------------- |
| 2012 - 2013     | Noticias Telecinco |       | Repórter       |
| 2012 - 2013     | Noticias Cuatro    |       | Repórter       |
| 2014            | Antena 3 Noticias  |       | Repórter       |
| 2015 - 2016     | Fórmula TV         |       | Repórter       |
| 2016            | Premios Iris       |       | Presentador    |
| 2016 - 2017     | El cascabel        |       | Co-Presentador |
| 2017 - presente | Socialité          |       | Repórter       |

### Séries de televisão
| Ano         | Série       | Canal | Personagem | Notas             |
| ----------- | ----------- | ----- | ---------- | ----------------- |
| 2017 - 2018 | Yo quisiera |       | Mario      | Elenco secundário |

## Modelo
Desde 2013, exerce de modelo ocasional para algumas publicações como Cool Korea ou Coluna Zero . Também, tem participado em algum desfile.